# Sistema del Emperador

Sello Imperial del Japón.

El Sistema del Emperador (天皇制, Tennōsei ) significa la monarquía japonesa o sistema estatal centrado en el emperador, conocido en japonés como Tennō.
En un sentido estricto, "sistema imperial" se refiere a la monarquía o al sistema centrado en el emperador en la Constitución del Imperio del Japón . En un sentido amplio, el "sistema del Emperador simbolico" de la actualidad. 
Bajo el sistema político Imperial del Japón, que exigía la legitimidad de la dominación política mediante el gobierno del emperador, el término "sistema del Emperador" estaba prohibido de manera oficial; se convirtió en un término académico cuando se celebraron debates sobre el término "sistema del Emperador" en el Japón de la posguerra (por lo tanto libres) y se publicaron artículos de investigación que utilizaban el término. 